# Residència Mare Ràfols
La Residència Mare Ràfols és un edifici del municipi de Vilafranca del Penedès (Alt Penedès) protegit com a bé cultural d'interès local.

## Descripció
És un conjunt monumental aïllat, format pel convent i l'església de la Mare de Déu del Pilar. El convent té planta rectangular i consta de soterrani, planta baixa i dos pisos. Té un porxo davanter i coberta inclinada de teula àrab. S'observa un llenguatge eclèctic amb utilització de maó. És de composició simètrica. S'han realitzat reformes i ampliacions en períodes posteriors. Es tracta d'un inici d'església monumental amb cúpula i llanterna.

## Història
En el 1931 va ser col·locada la primera pedra. El 1936 es va inaugurar l'església i part de l'edifici. El convent és obra de l'arquitecte Josep Alemany i Juvé, i el projecte de l'església el va realitzar l'arquitecte Josep M. Sagnier. A la casa on va néixer la Mare Ràfols s'hi conserva la maqueta del projecte de l'església de Josep M. Sagnier.